# Muyucmarca

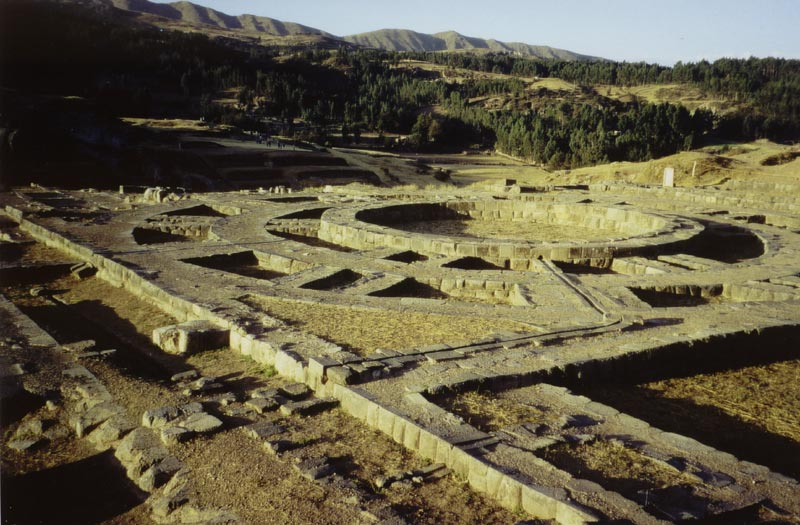
Bases del torreón de Muyucmarca, probablemente no sería un calendario solar como se pensaba.

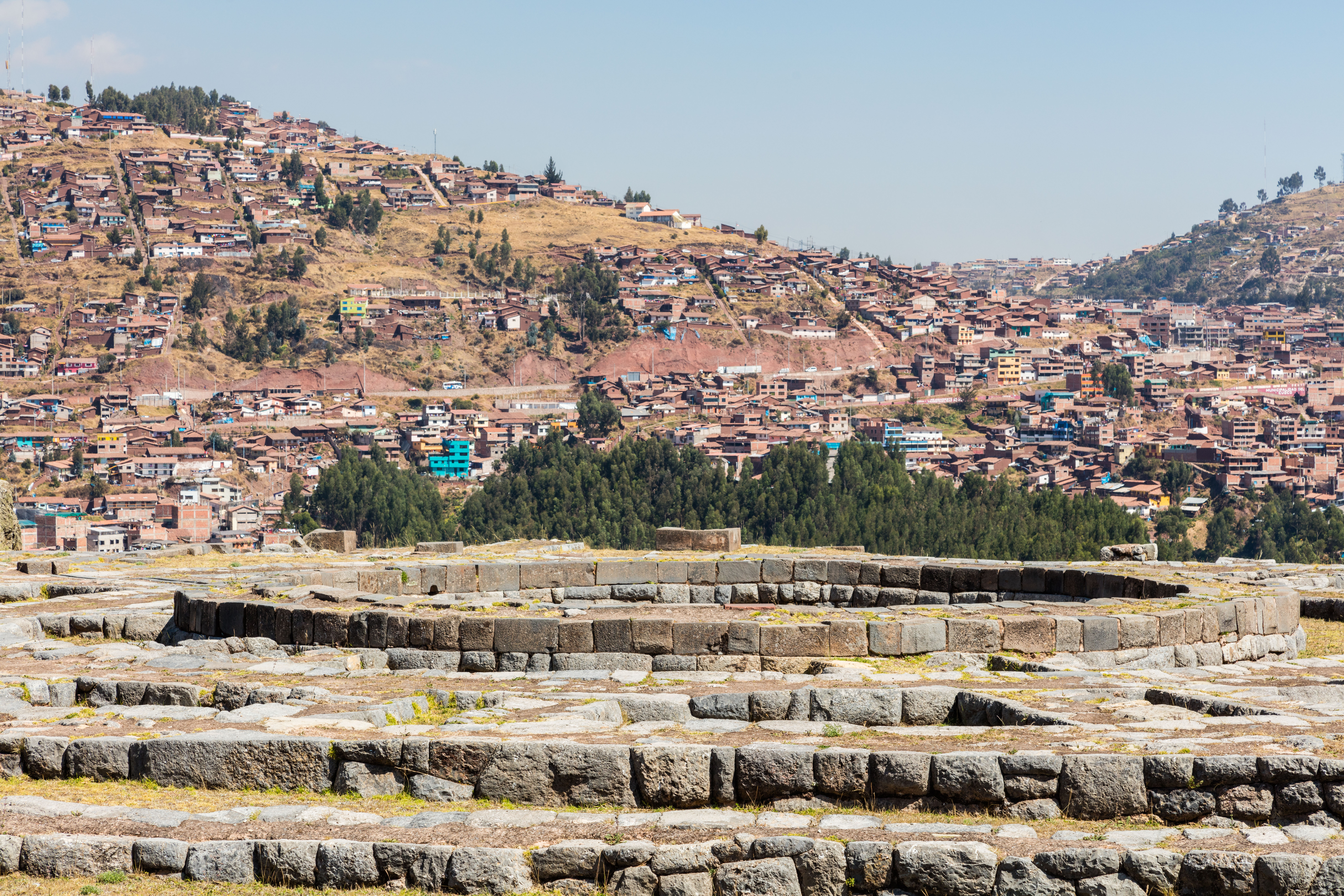
Vista de Muyucmarca con la ciudad de Cusco al fondo.

Muyucmarca (en quechua: lugar redondo) era uno de los tres torreones que había en la parte alta del templo inca de Sacsayhuamán. El sitio es de importancia histórica porque desde allí, en 1536, el capitán y noble inca Cahuide lideró a mil soldados cusqueños por varios días, sin agua, sin comida y con escasas municiones de piedras y flechas, la última defensa de Sacsayhuamán contra un gran ejército aliado de españoles e indígenas, y donde, tras quedarse en solitario y ver como lo rodeaban numerosos enemigos, se lanzó desde lo alto de esta torre para no caer en manos de los españoles.

## Descripción de las crónicas
Diversos cronistas nombran tres torreones que se encontraban en lo alto de la colina de Sacsayhuamán. Uno de ellos es Pedro Sancho de la Hoz quien ingresó a Cusco junto con Francisco Pizarro. En su crónica nos narra que en Sacsayhuamán había tres torres, la del medio en forma cúbica de cuatro o cinco cuerpos superpuestos uno encima de otro. Sin embargo Garcilaso de la Vega lo contradice al afirmar que el torreón del medio era de forma circular. Pero ambos coinciden en que hubo tres torreones y en que sus tamaños eran considerables. 
Según el "Inca" Garcilaso de la Vega este torreón era un almacén de agua pura. Garcilaso narra que debajo de los torreones había inmensos túneles que se interconectaban unos con otros inclusive entre las tres torres, cuenta también que en su niñez solía jugar ahí pero solo hasta los inicios de su destrucción por parte de los españoles.

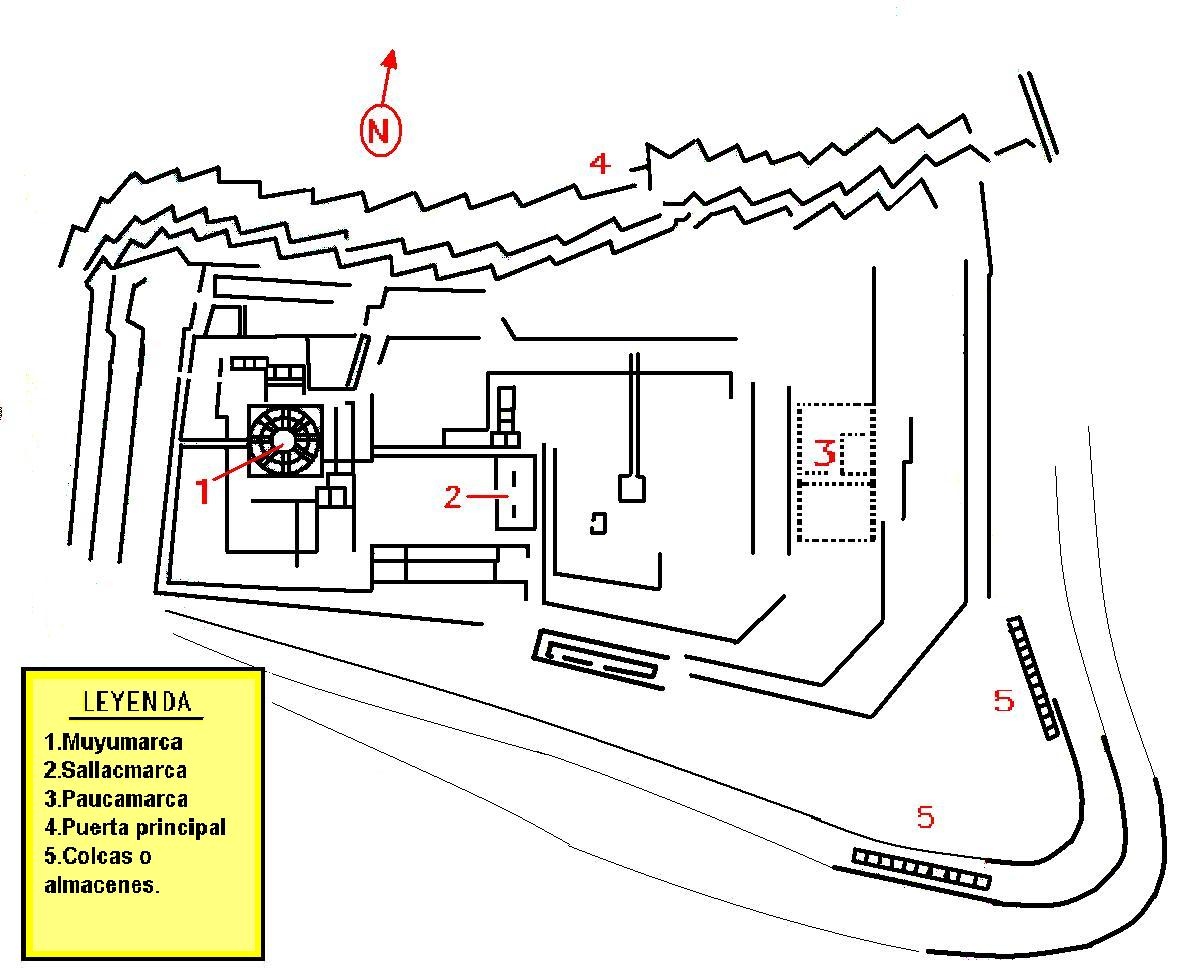
Mapa de Sacsayhuamán.

## Redescubrimiento
Hasta 1934 no había rastros de ningún torreón en Sacsayhuamán, inclusive muchos dudaban de su existencia. Sin embargo Luis Varcárcel organizó una excavación arqueológica con permiso oficial del Municipio del Cusco para buscar indicios de estas torres. En 1934 halló las bases de lo que fue el torreón de Muyucmarca y Sallacmarca, aún no se encontraron rastros de Paucamarca.
Lo más probable es que los españoles desmantelasen los torreones para la construcción de edificios de tipo castellano, comunes en toda la ciudad de Cusco.